# Osemozotan
Osemozotan (MKC-242) je selektivni agonist  receptora sa funkcionalnom selektivnošću. On deluje kao pun agonist na presinaptičkim i kao parcijalni agonist na postsinaptičkim  receptorima. On pokazuje antidepresivne i anksiolitske efekte u životinjskim studijama. Osemozotan se koristi za istraživanje uloge  receptora u modulaciji otpuštanja dopamina i serotonina u mozgu, i njihovog učešća u adikciji na zloupotrebljene stimulante kao što su kokain i metamfetamin.